# Der kom en soldat
Der kom en soldat er en dansk film fra 1969, skrevet og instrueret af Peer Guldbrandsen efter en ide af Klaus Pagh. Handlingen er løst baseret over H.C. Andersens eventyr Fyrtøjet.

## Medvirkende
- Willy Rathnov
- Hanne Borchsenius
- Poul Bundgaard
- Olaf Ussing
- Karl Stegger
- Ove Sprogøe
- Astrid Villaume
- Inger Bagger
- Karen Marie Løwert
- Bjørn Puggaard-Müller
- Morten Grunwald
- Bertel Lauring
- Paul Hagen
- Klaus Pagh
- Susanne Jagd
- Miskow Makwarth
- Poul Glargaard
- Carl Ottosen